# Mityuscha galinae
Mityuscha galinae är en plattmaskart som beskrevs av Timoshkin OA 200. Mityuscha galinae ingår i släktet Mityuscha och familjen Rhynchokarlingiidae. Inga underarter finns listade i Catalogue of Life.